# Scraptia lunulata
Scraptia lunulata is een keversoort uit de familie bloemspartelkevers (Scraptiidae). De wetenschappelijke naam van de soort is voor het eerst geldig gepubliceerd in 1897 door Blackburn.